# 上敏斯特站
上敏斯特站（英語：Upminster station），又譯上敏站，是倫敦地鐵的一個車站，由英國國營鐵路公司所有。上敏斯特站位於黑弗靈區的上敏斯特地區，查令十字東北16英里（26），開通於1885年5月。上敏斯特是區域線在東端的起點站。

## 外部連結
- 列车时刻表及车站信息：上敏斯特站，来自英国铁路官方网站
- 倫敦運輸博物館 - 摄影收藏图像
- c2c information for Upminster station